# Városi Sportcsarnok (Salgótarján)
A Salgótarjáni Városi Sportcsarnokot 1976-ban nyitották meg. 2008-ban felújítást végeztek a komplexumon. A sportcsarnok tulajdonosa a Salgótarján város önkormányzata, fenntartója és üzemeltetője az önkormányzati tulajdonú Salgótarjáni Közművelődési Nonprofit Kft.
A csarnok nemzetközi mérkőzések lejátszására is alkalmas, eddig csak nemzetközi kosárlabda-mérkőzéseknek adott otthont. A magyar férfi kosárlabda-válogatott is itt játszotta két hazai Európa-bajnoki selejtezőmérkőzését Finnország és Bulgária ellen 2008 szeptemberében. Egyebek mellett a Jászberényi KSE csapata is a csarnokban játssza az EuroChallenge-meccseit a 2013/2014-es idényben.